# Felcsút
Felcsút is een plaats (község) en gemeente in het Hongaarse comitaat Fejér. Felcsút telt 1669 inwoners (2001). De plaats staat het meest bekend omdat de Hongaarse premier Viktor Orbán hier opgroeide en in 2012 hier het relatief grote voetbalstadion de Pancho Arena liet bouwen voor 12,4 miljoen euro.